# Gisela Scherzer-Rening
Gisela Scherzer-Rening (* 7. März 1925 in Weeze als Gisela Pommerening; † 25. April 2004 in Bremen) war eine deutsche Schauspielerin und Opernsängerin (Sopran).

## Leben
Nach einer Ausbildung zur technischen Zeichnerin studierte sie an der Musikhochschule in Berlin und wurde für Opern, Operetten, Musicals und an Theaterhäusern engagiert. Als Opernsopranistin bereiste sie mit ihrem Ensemble zahlreiche Länder. Zudem gründete sie mit ihrem Mann Ernst-Günther Scherzer (1904–1978) die Berliner Operngastspiele.
Als Schauspielerin wurde sie einem breiten Publikum bekannt durch die Rolle der Hermine Pritzwalk in der ARD-Vorabendserie Marienhof, wo sie ihr Fernsehdebüt gab. Sie verkörperte die Rolle vom 1. Oktober 1992 bis 23. März 1993.

## Filmografie
- 1992–1993: Marienhof (als Hermine Pritzwalk)